# Antoine Bessems
Antoine Bessems  (Antwerpen, 4 april 1806 – Parijs, 19 oktober 1868) was een Belgisch violist, altist, dirigent en componist.
Hij werd geboren binnen het gezin van wever Jean Bessems en Catherine Marache. Hij was broer van cellist/componist/dirigent Jan Jozef Bessems (1809-1892)
Hij begon als koorknaap in de Antwerpse Onze-Lieve-Vrouwekathedraal. Zijn eerste muzieklessen kwamen van Auguste Beckers (een van de solozangers) en François Bernard Joseph Antoine Janssens (violist). Vanaf 1826 was hij de vinden aan het Conservatorium van Parijs en kreeg vioollessen van Pierre Baillot. Hij gebruikte Parijs als uitvalsbasis voor zijn concerten, veelal in Parijse salons. Vanaf 1829 speelde hij enige tijd in het Theatre Italien te Parijs. In 1845 werd hij benoemd tot dirigent van Societé royale d'harmonie d'Anvers. Met dat orkest voerde hij ook werken uit van andere Antwerpse componisten.
Hij was vanuit zijn opleidingstijd bevriend geraakt met Hector Berlioz Zij gaven elkaar onderling steun bij het componeren. Ook kende hij Camille Saint-Saëns met wie hij in 1860 op het podium zat. Saint-Saëns had zijn vroege en niet officieel uitgegeven Sonate voor viool en piano uit 1842 al aan Bessems opgedragen. Naast talloze uitvoeringen gaf Bessems ook vioolles. Van zijn hand verscheen een honderdtal aantal werken (zijn strijktrio draagt opus 90) van kamermuziek tot een hymne voor de Rubensfeesten in Antwerpen in 1840 (voor koor en twee orkesten). Vanaf 1849 was hij weer werkzaam in Parijs, waar hij les gaf en meespeelde in kamermuziekconcerten.
- Biblioteca Nacional de España: XX5555178
- Bibliothèque nationale de France: cb14986009g (data)
- Gemeinsame Normdatei: 116154667
- International Standard Name Identifier: 0000 0000 7980 9822
- Library of Congress Control Number: nr99027266
- MusicBrainz: 62521497-3f58-40a7-b6f4-13f39a45506d
- Nationale bibliotheek van Australië: 49866289
- Nederlandse Thesaurus van Auteursnamen: 144141329
- Istituto Centrale per il Catalogo Unico: MUSV007237
- Trove: 1499180
- Virtual International Authority File: 756515
- WorldCat: E39PBJy4dx6BQhfgXWf86wD6rq